# McClure's Magazine
McClure’s Magazine či jen zkrácene McClure’s byl americký ilustrovaný měsíční magazín, který byl populární na počátku 20. století. Vycházel mezi lety 1893 až 1919. McClure’s se stal populární díky započetí tradice tzv. muckrakingu, tedy počátku investigativní žurnalistiky. Zakladateli byli pánové S. S. McClure a John Sanborn Phillips.